# Paul Farmer
Paul Edward Farmer (North Adams, Massachusetts, 26 de outubro de 1959 – Butaro, Ruanda, 21 de fevereiro de 2022) foi um médico e antropólogo americano, formado pela Universidade de Harvard. Foi professor, reconhecido com a cátedra de University Professor, e chefe do Departamento de Saúde Global e Medicina Social da Harvard Medical School.
Foi cofundador e dirigente de Partners In Health (PIH), uma organização internacional sem fins lucrativos que, desde 1987, oferece serviços de saúde a populações pobres. Realizou diversas pesquisas e atuou, publicamente, pela defesa das pessoas doentes vivendo em situação de pobreza. Também foi professor e chefe da Divisão de Saúde Global do Brigham and Women’s Hospital.
Participou de iniciativas pioneiras, envolvendo estratégias de base comunitária para fornecer cuidados em saúde de alta qualidade em condições de escassez de recursos. Alguns resultados foram publicados em periódicos de grande prestígio, como Bulletin of the World Health Organization, The Lancet, The New England Journal of Medicine, Clinical Infectious Diseases, British Medical Journal e Social Science and Medicine.
Farmer deixou uma extensa obra sobre Saúde e Direitos Humanos, o papel das desigualdades sociais na distribuição e no impacto das doenças infecciosas e Saúde Global. Foi um dos criadores do conceito de trabalhadores comunitários de saúde e de modelos descentralizados de cuidado.
Em 2007, recebeu o Peace Abbey Foundation Courage of Conscience Award, em reconhecimento ao trabalho de PIH para cuidar e salvar vidas de pessoas em algumas das comunidades mais pobres do mundo e pela sua dedicação no fortalecimento dos sistemas de saúde. A história de PIH está representada no documentário Bending the Arc (2017). Está entre os pensadores associados à Teologia da Libertação.
Era católico e foi casado com Didi Bertrand Farmer, médica e antropóloga haitiana, com quem teve três filhos. Faleceu, aos 62 anos, em 21 de fevereiro de 2022, em Butaro, no distrito de Burera, Ruanda, em decorrência de um ataque cardíaco súbito.

## Obra
- Fevers, Feuds, and Diamonds: Ebola and the Ravages of History. Paul Farmer. New York: Farrar, Straus and Giroux, 2020. ISBN 978-0-374-23432-4
- AIDS and Accusation: Haiti and the Geography of Blame, Berkeley: University of California Press, 1992, 1993, 2006: ISBN 978-0-520-08343-1
- The Uses of Haiti, Monroe, Maine: Common Courage Press, 1994, 2003, 2005: ISBN 978-1-56751-242-7
- Infections and Inequalities: The Modern Plagues, Berkeley: University of California Press, 1999, revisado em 2001: ISBN 978-0-520-22913-6
- Pathologies of Power: Health, Human Rights, and the New War on the Poor, Berkeley: University of California Press, 2003, 2005: ISBN 978-0-520-24326-2
- Global Health in Times of Violence, coedição com Barbara Rylko-Bauer e Linda Whiteford, School for Advanced Research Press, 2009: ISBN 978-1-934691-14-4
- Women, Poverty & AIDS: Sex, Drugs and Structural Violence (Series in Health and Social Justice), coautoria com Margaret Connors, Common Courage Press; Reprint edition (setembro de 1996), ISBN 978-1-56751-074-4
- Partner to the Poor: A Paul Farmer Reader. Ed. Haun Saussy. Berkeley: University of California Press, 2010, ISBN 978-0-520-25713-9
- Haiti After the Earthquake, Ed. Abbey Gardner and Cassia van der Hoof Holstein. PublicAffairs, 12 de julho de 2011, ISBN 978-1-58648-973-1
- To Repair the World: Paul Farmer Speaks to the Next Generation. Ed. Jonathan Weigel. Berkeley: University of California Press, 2013. ISBN 978-0-520-27597-3
- In the Company of the Poor: conversations between Dr. Paul Farmer and Fr. Gustavo Gutierrez. Ed. Michael Griffin and Jennie Weiss Block. Orbis Books, 2013: ISBN 978-1-62698-050-1
- Reimagining Global Health. Paul Farmer, Jim Yong Kim, Arthur Kleinman, e Matthew Basilico. Berkeley: University of California Press, 2013. ISBN 978-0-520-27199-9